# Hiro Lift

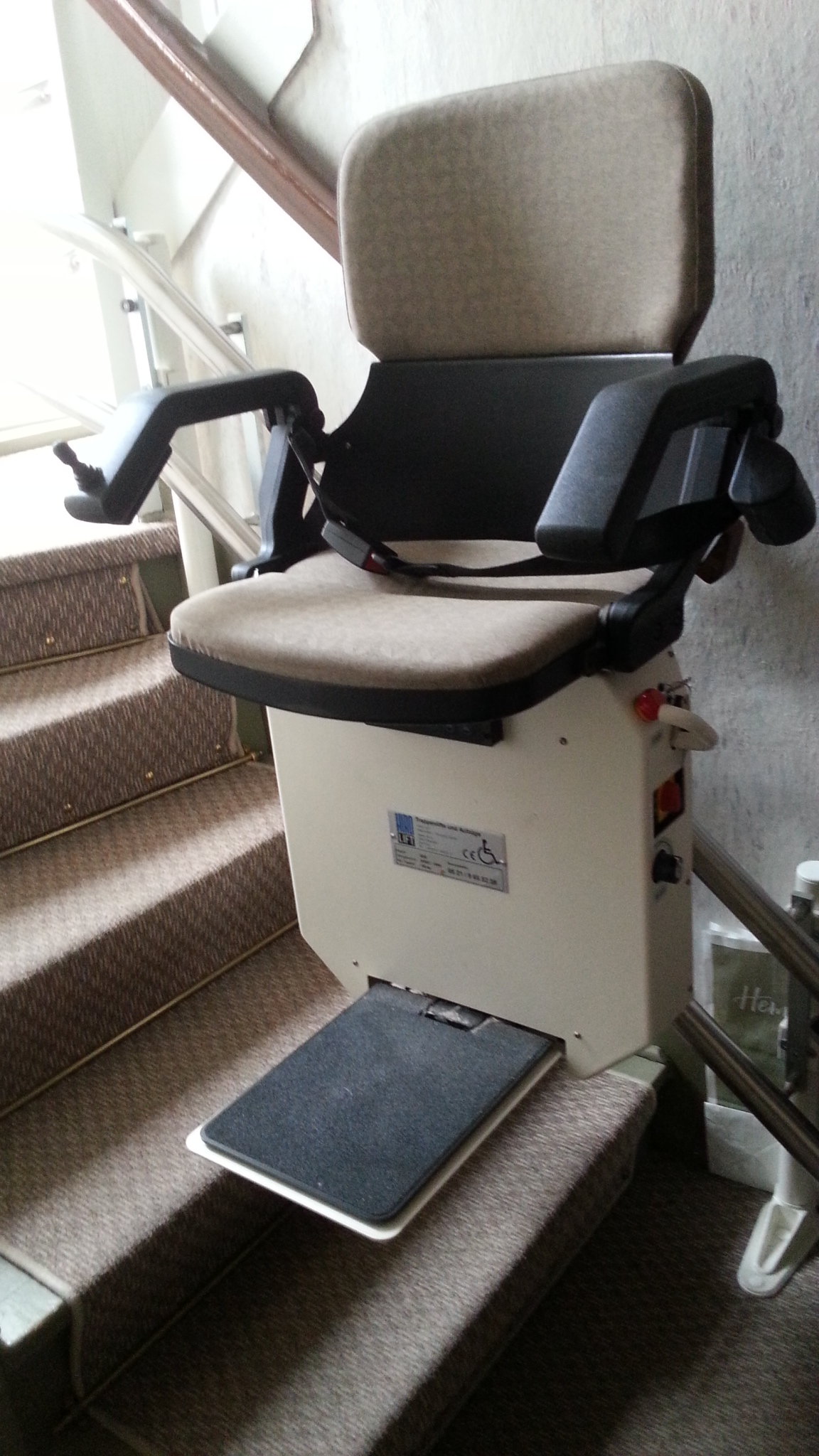
Ein Hiro Lift im Jahr 2022.

Die HIRO Lift Hillenkötter + Ronsieck GmbH ist ein mittelständisches Unternehmen mit Sitz in Bielefeld. Hiro Lift fertigt Aufzugsanlagen für unterschiedliche Einsatzzwecke. Das Produktspektrum umfasst heute Treppenlifte, Rollstuhl-Schrägaufzüge, Rollstuhl-Hebebühnen, Plattform-Senkrechtaufzüge und Personenaufzüge. Das Unternehmen war 2005 der größte Hersteller von Treppenliften in Deutschland. Ab 2010 gehörte der Vertrieb von Fahrtreppen und Fahrsteigen zum Tätigkeitsbereich. Seit 2013 wird ein Zweitwerk in Treffurt betrieben. Hiro Lift beschäftigt ca. 400 Mitarbeiter (2024) und vertreibt seine Produkte weltweit. In Deutschland übernehmen hauseigene Mitarbeiter den Vertrieb. Im internationalen Ausland betreuen Vertriebs- und Kooperationspartner den Kundenkreis.

## Geschichte

### Gründerjahre (1897–1900)
Am 1. Oktober 1897 gründeten der Maschinenfabrikant Friedrich Wilhelm Hillenkötter und der Gastwirt Hermann Ronsieck die Maschinenfabrik Hillenkötter & Ronsieck OHG in Bielefeld. Zum Tätigkeitsbereich gehörten zunächst der Bau von Transmissionsanlagen und die Reparatur von Dampfmaschinen. Bis zum Jahr 1900 kamen außerdem die Fertigung von Riemenscheiben, Lagerböcken, Wellenkupplungen und Hebezeuge aller Art hinzu.

### Die Brüder Vogt (1900–1934)
1898 verstarb Hermann Ronsieck. Wilhelm Hillenkötter verkaufte die Firma 1900 an die Brüder Fritz und August Vogt. Fritz Vogt hatte 1890 die Ravensberger Eisenhütte Reinshagen & Vogt mitgegründet und konzentrierte sich zunächst auf deren Leitung. August Vogt, Ingenieur der Handelsmarine, übernahm  die Leitung bei Hillenkötter & Ronsieck. Nach dem Inhaberwechsel stellte das Unternehmen neben den bisherigen Produkten zusätzlich Aufzugsanlagen, Ausleger- und Brückenkrane, Kammertüren für Kokereien und Antriebe für Schleusenanlagen her.
Mit dem Tod der beiden Vogt-Brüder, Fritz Vogt (1854–1912) und August Vogt (1861–1924) ging die Firma sukzessiv in den Besitz der Erben über. Hillenkötter & Ronsieck beschäftigte 1923 insgesamt 101 Mitarbeiter (11 Angestellte und 90 Arbeiter). Die Produktion konzentrierte sich nach dem Ersten Weltkrieg auf Aufzüge und Krananlagen unter Beibehaltung des bisherigen Lieferprogramms. Hinzu kamen die Fertigung von Beschickungsmaschinen für Glühöfen und von Torantrieben.

### Weltwirtschaftskrise und Zweiter Weltkrieg (1929–1945)
Die Ertragszahlen der Firma sanken mit Beginn der Weltwirtschaftskrise 1929 bis 1933 kontinuierlich, stagnierten schließlich 1933–1936 bei Null.
1934 übernahm Eduard Hessinger die Leitung der Firma. In den 1930er und 1940er Jahren wurden vor allem seilbetriebene Lasten- und Personenaufzüge und Aufzüge für Gasometer gebaut. Darüber hinaus erreichte der Kranbau zwischen 1936 und 1943 gegenüber den vorangegangenen Jahrzehnten deutlich erhöhte Produktionszahlen. Wichtige Kunden in dieser Zeit waren zum einen verschiedene Heeresbauämter der Wehrmacht, zum anderen die beiden bedeutendsten Dortmunder Bergbauunternehmen. Für die Hoesch AG wurden 1939–1942 acht Krananlagen gebaut. In den Jahren 1939–1941 wurden an den Dortmunder-Hörder-Hüttenverein neunzehn Krananlagen geliefert.
Ausschließlich während des Zweiten Weltkriegs baute Hillenkötter & Ronsieck Kammertüren für Kokereiöfen. An der Rüstungswirtschaft war Hillenkötter & Ronsieck mit dem Bau von Lafetten für Kanonen und andere Geschütze beteiligt.

### Entwicklung nach dem Zweiten Weltkrieg (1945–1970)
Nach Kriegsende waren insgesamt 40 % der Fabrikanlagen der Bielefelder Metallbranche zerstört. Hillenkötter & Ronsieck blieb jedoch von Kriegsschäden verschont. 1946 stand die Firma zunächst unter der Treuhandverwaltung der Bielefelder Architektin Dr.-Ing. Erika Brödner. 1948 wandelte Eduard Hessinger das Unternehmen in eine Kommanditgesellschaft um. Die Mitarbeiterzahl, 1947 waren es 100 Angestellte und Arbeiter, stieg bis 1959 auf 265 Mitarbeiter an und blieb auf diesem Niveau bis Ende der 1960er Jahre.
Nach dem Zweiten Weltkrieg konzentrierte sich Hillenkötter & Ronsieck auf die Herstellung von Aufzugsanlagen für Krankenhäuser, Verwaltungsgebäude, Warenhäuser und Industriebetriebe. 1953/54 nahm Hillenkötter & Ronsieck den Export ins europäische Ausland sowie auf den Amerikanischen Kontinent und den Nahen und Mittleren Osten wieder auf. 1979 gab Hillenkötter & Ronsieck das Geschäftsfeld Kranbau auf und konzentrierte sich auf den Aufzugsbau.
Ende der 1970er Jahre wurden Karstadt- und Kaufhof-Warenhäuser ausschließlich mit Personenaufzügen von Hillenkötter & Ronsieck ausgestattet. Dabei bestand mit Kaufhof zwischen 1960 und 1979 ein Generalvertrag, nach dem jeder Aufzug einer Kaufhof-Filiale von Hillenkötter & Ronsieck geliefert und gewartet werden musste. Ähnliche Geschäftsbeziehungen pflegte das Unternehmen mit Karstadt. Insgesamt baute das Unternehmen 138 Aufzugsanlagen für 49 Kaufhof Filialen und 282 Aufzugsanlagen für 67 Karstadt-Filialen.
Nach dem Ausstieg von Hillenkötter & Ronsieck aus dem konventionellen Aufzugsbau konnten Knizia Strelow und Röbling Seiffert (heute beide Teil der Haushahn-Gruppe) einige Aufzugsanlagen für Karstadt- bzw. Kaufhof-Warenhäuser bauen.
Neben den bewährten Treibscheiben-Aufzugsanlagen baute Hillenkötter & Ronsieck ab den 1950er Jahren auch Hydraulikaufzüge. 1963 begann Hillenkötter & Ronsieck mit der Produktion von Fassadenliften, die zur Instandhaltung und Reinigung von Fassaden und Fenstern hoher Gebäude eingesetzt wurden. Das Unternehmen baute Fassadenlifte u. a. für das 198 m hohe Rathaus der Stadt Chicago (Civic Center), für das 259 m hohe First National Bank Building (Chicago), 1968 für das damals zweithöchste Gebäude der Welt (344 m), das John Hancock Center in Chicago, und im Sommer 1971 lieferte man den ersten von zwei Fassadenliften für die Türme des World Trade Centers in New York.
Bis Mitte der 1970er Jahre stellte Hillenkötter & Ronsieck Fassadenlifte her, danach zog man sich aus diesem Geschäft zurück.

### Turbulente Jahre (1970–1981)
Zum 1. September 1970 schied Eduard Hessinger als Eigentümer der Firma aus und verkaufte seine Anteile an die im Eigentum der Familie Claas (Harsewinkel) befindliche Ravensberger Eisenhütte Verwaltungsgesellschaft, die als Komplementär-GmbH in das Unternehmen eintrat.
1976 entschloss sich die Familie Claas zum Verkauf des Bielefelder Unternehmens. Nachdem der erste Versuch, die Firma an Herwig und Rüdiger Lange zu verkaufen, scheiterte, übernahm Christian Hein, Unternehmer aus der Aufzugsbranche aus Hannover, die Firma im April 1977.
Mitte 1977 erhielt das Unternehmen den neuen Namen Hiro Lift Hillenkötter + Ronsieck GmbH und eine geänderte Rechtsform. Eigentümer wurden zu zwei Dritteln die Firma Eldor Türautomatic GmbH und zu einem Drittel die Brüder Christian und Wilfried Hein.
Im September 1979 erhielten die beiden Geschäftsführer von Hiro Lift, Fischer und Hein, den Auftrag zur Liquidation von Hiro Lift. Durch die Überlassung der Produktion automatischer Türen an die Eldor, den Verkauf der Wartungsverträge konventioneller Aufzüge und der Überlassung der Montage-Mitarbeiter an die Thyssen Aufzug GmbH gelang es den Brüdern Hein, in Verbindung mit einem erheblichen Stellenabbau und einem Sozialplan, die Liquidation abzuwenden. Am 1. August 1980 wurde die Arbeit bei Hiro Lift mit nur 10 Mitarbeitern fortgesetzt. Der Bereich Behindertenaufzüge stand fortan bei Hiro Lift im Mittelpunkt. Wilfried und Christian Hein wurden alleinige Gesellschafter von Hiro Lift. Wilfried Hein blieb Geschäftsführer. Sein Gesellschaftsanteil betrug 51 %, der seines Bruders 49 %.

### Neustrukturierung (1981–2008)
Die Spezialisierung auf die Produktion von Behinderten- und Treppenliften sicherte dem Unternehmen seit 1980 ein kontinuierliches Wachstum. 1984 erreichte die Firma einen Umsatz von 5,5 Mio. DM und beschäftigte 1985 wieder 44 Mitarbeiter.
In der Folgezeit zeigten Umsatz- und Mitarbeiterzahlen weiterhin eine kontinuierliche Aufwärtsentwicklung: 1989 erwirtschaftete das Unternehmen mit 64 Mitarbeitern einen Umsatz von 8 Mill. DM, 1997 mit 93 Mitarbeitern 22,5 Mill. DM, 2002 mit 136 Mitarbeitern 16 Mill. Euro und 2006 mit 180 Mitarbeitern 26,5 Mill. Euro.
1990 entwickelte Hiro Lift den Traktionsantrieb (Euro-Patent-Nr. 0525141). Diese Technologie wurde zunächst nur für Behinderten-Schrägaufzüge eingesetzt, später wurde der Traktionsantrieb auch für Senkrechtaufzüge verwendet. Hiro Lift kehrte damit in das Geschäft mit klassischen Personenaufzügen zurück. 2003 entwickelte das Unternehmen einen speziell für den Einsatz in Ein- und Zweifamilienhäusern konzipierten maschinenraumlosen Personenaufzug mit dem Antrieb im Gegengewicht.

## Technische Entwicklungen
Hiro Lift entwickelte im Bereich des Aufzugsbaus bedeutende technische Innovationen, wie z. B. die Sammelsteuerung für Selbstfahrer-Aufzüge, ausgeführt als Druckknopfsteuerung. Darüber hinaus entwickelte das Unternehmen schlosslose, selbstschließende Aufzugstüren, eine automatische Türverriegelung und eine Feineinstellung für das weiche bodengleiche Einfahren. Zu den wichtigsten Innovationen gehören der 1979 entwickelte Schnecke-Segment-Antrieb und der 1990 entwickelte Traktionsantrieb.